# Oecomys speciosus
Oecomys speciosus é uma espécie de roedor da família Cricetidae.
Pode ser encontrada nos seguintes países: Colômbia, Trinidad e Tobago e Venezuela.